# Ally Week
Ally Week (en español Semana del Aliado) es una campaña dirigida por jóvenes, que alienta a los estudiantes a ser aliados con los miembros LGBT ( lesbianas, homosexuales, bisexuales y transexuales ) dentro de su comunidad, que se oponen a la intimidación, el hostigamiento y los insultos. Se lleva a cabo en escuelas y colegios K-12. Fue creado por Joe Montana y otros miembros jóvenes del Gay Lesbian & Straight Education Network GLSEN National JumpStart Student Leadership Team. Se realiza con el mismo espíritu que el Día de silencio para educar sobre los problemas de acoso anti-LGBT+. Generalmente se lleva a cabo en septiembre u octubre, a menudo coincidiendo con el Día para salir del armario, el 11 de octubre. Ese mes también es el mes de la historia LGBT. El evento comenzó en octubre de 2005 y ha crecido desde entonces.
El objetivo de Ally Week es disminuir los estereotipos y la exclusión, al tiempo que se destaca que el apoyo entre pares para los estudiantes LGBT+ es más fuerte de lo que los propios estudiantes pueden haber pensado que existía. En una encuesta a 240 estudiantes universitarios sobre qué apoyo de pares sentían que tenían los estudiantes LGBT+, las investigaciones encontraron que sus actitudes personales eran significativamente más positivas de lo que pensaban sus amigos y compañeros de estudios. Los aliados se identifican como simpatizantes pero no necesariamente miembros de un grupo marginado.
Durante el Ally Week, se alienta a las personas a firmar una promesa aliada "de tomar una posición por una escuela segura y sin hostigamiento para todos los estudiantes", y de que no usarán lenguaje anti-LGBT+ y calumnias, intervendrán si es posible para detener el acoso escolar y hostigamiento y apoyo a los esfuerzos de escuelas más seguras. En 2008, las tarjetas de compromiso se usaron por error con los alumnos de kindergarten y los opositores del matrimonio gay utilizaron esto para correlacionarse con la batalla de la Proposición 8 en California, GLSEN declaró que revisaría los materiales y se aseguraría de que fueran apropiados para todos los niveles de grado.
En 2010, la campaña fomentó el conocimiento de la Ley de mejora de escuelas seguras, similar a la Dignity For All Students Act (Nueva York) para proteger a los estudiantes LGBT + del acoso escolar.
En 2018 las celebraciones por el Ally Week fueron del 24 al 28 de septiembre.